# Christopher Williams (cyclisme)
Pour les articles homonymes, voir Christopher Williams et Williams.
Christopher "Chris" Williams, né le 10 novembre 1981 à Brisbane, est un coureur cycliste australien. Il est membre de l'équipe continentale professionnelle Novo Nordisk de 2013 à 2018.

## Palmarès
- 2010
  - 2e de l'Avanti Classic
- 2011
  - 3e de la Hong Kong Road Race 6